# 7863 Turnbull
7863 Turnbull este un asteroid din centura principală, descoperit pe 2 noiembrie 1981, de Brian Skiff.